# Генріх Безольд
Генріх Безольд (нім. Heinrich Besold; 18 жовтня 1920, Нюрнберг — 28 грудня 2018, Кельн) — німецький офіцер-підводник, оберлейтенант-цур-зее крігсмаріне, фрегаттен-капітан бундесмаріне.

## Біографія
16 вересня 1939 року вступив на флот. В серпні-листопаді 1940 року служив в управлінні морської артилерії в Булоні. З листопада 1940 по квітень 1942 року пройшов курс офіцера служби озброєнь. З квітня 1942 по березень 1943 року — ад'ютант і командир роти Управління морської артилерії в Гаазі. В березні-червні пройшов навігаційний курс, з червня 1943 по березень 1944 року — курс підводника. З 1 березня по травень 1944 року пройшов командирську практику на підводному човні U-981, з липня по 15 листопада 1944 року — на U-518. З 17 січня по 1 травня 1945 року — командир U-1308. В травні був взятий в полон британським и військами.
Служив в бундесмаріне, в 1977 році вийшов на пенсію. Решту життя прожив в Кельні.
Разом з Рудольфом Арендтом Безольд був одним з двох останніх живих командирів підводних човнів крігсмаріне.

## Сім'я
Був двічі одружений, обидва рази овдовів.

## Звання
- Кандидат в офіцери (16 вересня 1939)
- Кадет служби озброєнь (1 лютого 1940)
- Фенріх служби озброєнь (1 липня 1940)
- Оберфенріх служби озброєнь (1 липня 1941)
- Лейтенант служби озброєнь (1 березня 1942)
- Лейтенант-цур-зее (1 березня 1943)
- Оберлейтенант-цур-зее (1 жовтня 1943)

## Нагороди
- Залізний хрест 2-го класу (29 жовтня 1944)
- Нагрудний знак підводника (29 жовтня 1944)